# Hólger Matamoros
Hólger Matamoros (Machala, Ecuador; 4 de enero de 1985) es un futbolista ecuatoriano. Juega como centrocampista. Su actual  equipo es el Club Cantera Orense de la Segunda Categoría de Ecuador.

## Trayectoria

### Inicios
Hólger Matamoros desde el año 2000 formó parte de las divisiones menores del Audaz Octubrino donde se destacó como uno de los jugadores con mayor proyección a futuro, en el año 2003 jugó para el Club Atlético Jubones por la Segunda Categoría de Fútbol de la provincia de El Oro y regresa al Audaz Octubrino para consolidarse como un volante ofensivo de alta capacidad. En 2004 es fichado por Deportivo Cuenca para jugar en las divisiones menores del club donde jugó en ese año 37 partidos anotando 16 goles siendo al año siguiente ascendido al equipo de primera. Empezó su carrera deportiva en las formativas del Audaz Octubrino de Machala, destacándose en las categorías inferiores de dicho club, siendo el goleador de las categorías por las que jugó, luego fue parte de la selección de El Oro en el Campeonato Nacional de Selecciones Provinciales en el 2000.

### Deportivo Cuenca
En 2004 es fichado por Deportivo Cuenca para jugar en las divisiones menores del club donde jugó en ese año 37 partidos anotando 16 goles siendo al año siguiente ascendido al equipo de primera. En 2005 debuta con Deportivo Cuenca en Primera Categoría A donde jugó en ese año un total de 10 partidos. Para 2009 fue un jugador clave para que el equipo quede subcampeón de esa temporada siendo derrotado en la final por Deportivo Quito. En el 2010 fue uno de los mejores jugadores del torneo teniendo brillantes actuaciones tanto en Campeonato Ecuatoriano como Copa Libertadores.

### Barcelona Sporting Club
En el 2011 es fichado por el Barcelona Sporting Club de la ciudad de Guayaquil, en su primera temporada con el cuadro torero tuvo una primera etapa irregular tanto con Rubén Darío Insúa y Álex Aguinaga entrenadores de ese entonces del club. Pero tras la llegada de Luis Zubeldía en la segunda etapa el jugador volvió a recuperar su nivel mostrado antes en Deportivo Cuenca. En 2012 volvió a ser uno de los jugadores más destacados en el cuadro canario, fue uno de los jugadores claves para que Barcelona haya ganado el Campeonato Ecuatoriano 2012 haciendo constantemente una de las mejores duplas del campeonato con el argentino Damián Díaz.

### Liga Deportiva Universitaria
En el 2014 llegó a Liga Deportiva Universitaria, fue transferido a ese equipo y militó en este año, participó en 35 partidos, de 46; y marcó 3 goles. Jugó la final del torneo nacional que el bombillo se impuso a los capitalinos.

### Club Sport Emelec
Matamoros, procedente del subcampeón de la temporada 2015 Liga Deportiva Universitaria, se mostró complacido por llegar al club eléctrico, decidió firmar por Emelec debido a que sintió ‘confianza’ en lo conversado con el presidente del club, Nassib Neme. El futbolista, que además ha militado en Audaz Octubrino, Atlético Jubones, Deportivo Cuenca y Barcelona (fue campeón en el 2012), destacó la evolución que han tenido los millonarios en los últimos años.

## Selección nacional
Matamoros recibió su primera convocatoria con el 4 de agosto de 2009 para un encuentro amistoso contra Jamaica, el 12 de agosto de 2009 hizo su debut en el empate 0-0 contra dicho equipo caribeño.

## Estadísticas
- Actualizado el 26 de abril de 2022.

### Clubes
| Deportivo Cuenca · Ecuador                                                   | 2004          | 0   | 0  | - | - | -  | - | 0   | 0  |
| Deportivo Cuenca · Ecuador                                                   | 2005          | 10  | 0  | - | - | -  | - | 10  | 0  |
| Deportivo Cuenca · Ecuador                                                   | 2006          | 24  | 1  | - | - | -  | - | 24  | 1  |
| Deportivo Cuenca · Ecuador                                                   | 2007          | 37  | 1  | - | - | -  | - | 37  | 1  |
| Deportivo Cuenca · Ecuador                                                   | 2008          | 31  | 3  | - | - | -  | - | 31  | 3  |
| Deportivo Cuenca · Ecuador                                                   | 2009          | 37  | 4  | - | - | 10 | 0 | 47  | 4  |
| Deportivo Cuenca · Ecuador                                                   | 2010          | 30  | 8  | - | - | -  | - | 30  | 8  |
| Deportivo Cuenca · Ecuador                                                   | Total club    | 169 | 17 | - | - | 10 | 0 | 179 | 17 |
| Barcelona S. C. · Ecuador                                                    | 2011          | 29  | 2  | - | - | -  | - | 29  | 2  |
| Barcelona S. C. · Ecuador                                                    | 2012          | 33  | 5  | - | - | 4  | 1 | 37  | 6  |
| Barcelona S. C. · Ecuador                                                    | 2013          | 20  | 2  | - | - | 6  | 0 | 26  | 2  |
| Barcelona S. C. · Ecuador                                                    | Total club    | 82  | 9  | - | - | 10 | 1 | 92  | 10 |
| Liga Deportiva Universitaria · Ecuador                                       | 2014          | 34  | 7  | - | - | 0  | 0 | 34  | 7  |
| Liga Deportiva Universitaria · Ecuador                                       | 2015          | 35  | 3  | - | - | 4  | 1 | 39  | 4  |
| Liga Deportiva Universitaria · Ecuador                                       | Total club    | 69  | 10 | - | - | 4  | 1 | 73  | 11 |
| Emelec · Ecuador                                                             | 2016          | 21  | 4  | - | - | 7  | 1 | 28  | 5  |
| Emelec · Ecuador                                                             | 2017          | 22  | 4  | - | - | 2  | 0 | 24  | 4  |
| Emelec · Ecuador                                                             | 2018          | 28  | 0  | - | - | 2  | 0 | 30  | 0  |
| Emelec · Ecuador                                                             | 2019          | 13  | 0  | 2 | 0 | 3  | 0 | 18  | 0  |
| Emelec · Ecuador                                                             | Total club    | 84  | 8  | 2 | 0 | 14 | 1 | 100 | 9  |
| El Nacional · Ecuador                                                        | 2020          | 19  | 3  | 0 | 0 | 2  | 1 | 21  | 4  |
| El Nacional · Ecuador                                                        | Total club    | 19  | 3  | 0 | 0 | 2  | 1 | 21  | 4  |
| Orense · Ecuador                                                             | 2021          | 24  | 1  | - | - | -  | - | 24  | 1  |
| Orense · Ecuador                                                             | Total club    | 24  | 1  | - | - | -  | - | 24  | 1  |
| Bonita Banana · Ecuador                                                      | 2022          | 0   | 0  | 0 | 0 | -  | - | 0   | 0  |
| Bonita Banana · Ecuador                                                      | Total club    | 0   | 0  | 0 | 0 | -  | - | 0   | 0  |
| Total carrera                                                                | Total carrera | 447 | 48 | 2 | 0 | 40 | 4 | 489 | 52 |
| (1) Incluye datos de la Copa Libertadores, Copa Sudamericana y Copa Ecuador. |               |     |    |   |   |    |   |     |    |

## Palmarés

### Campeonatos nacionales
| Título                 | Club             | País    | Año  |
| ---------------------- | ---------------- | ------- | ---- |
| Campeonato Ecuatoriano | Deportivo Cuenca | Ecuador | 2004 |
| Campeonato Ecuatoriano | Barcelona S. C.  | Ecuador | 2012 |
| Campeonato Ecuatoriano | Emelec           | Ecuador | 2017 |

### Distinciones individuales
| Distinción                                  | Club            | Año  |
| ------------------------------------------- | --------------- | ---- |
| 11 ideal del Campeonato Ecuatoriano         | Barcelona S. C. | 2012 |
| Máximo asistente del Campeonato Ecuatoriano | Barcelona S. C. | 2012 |